# 大磯宿
大磯宿（おおいそしゅく、おおいそじゅく）は、東海道五十三次の8番目の宿場である。現在の神奈川県中郡大磯町にあった。

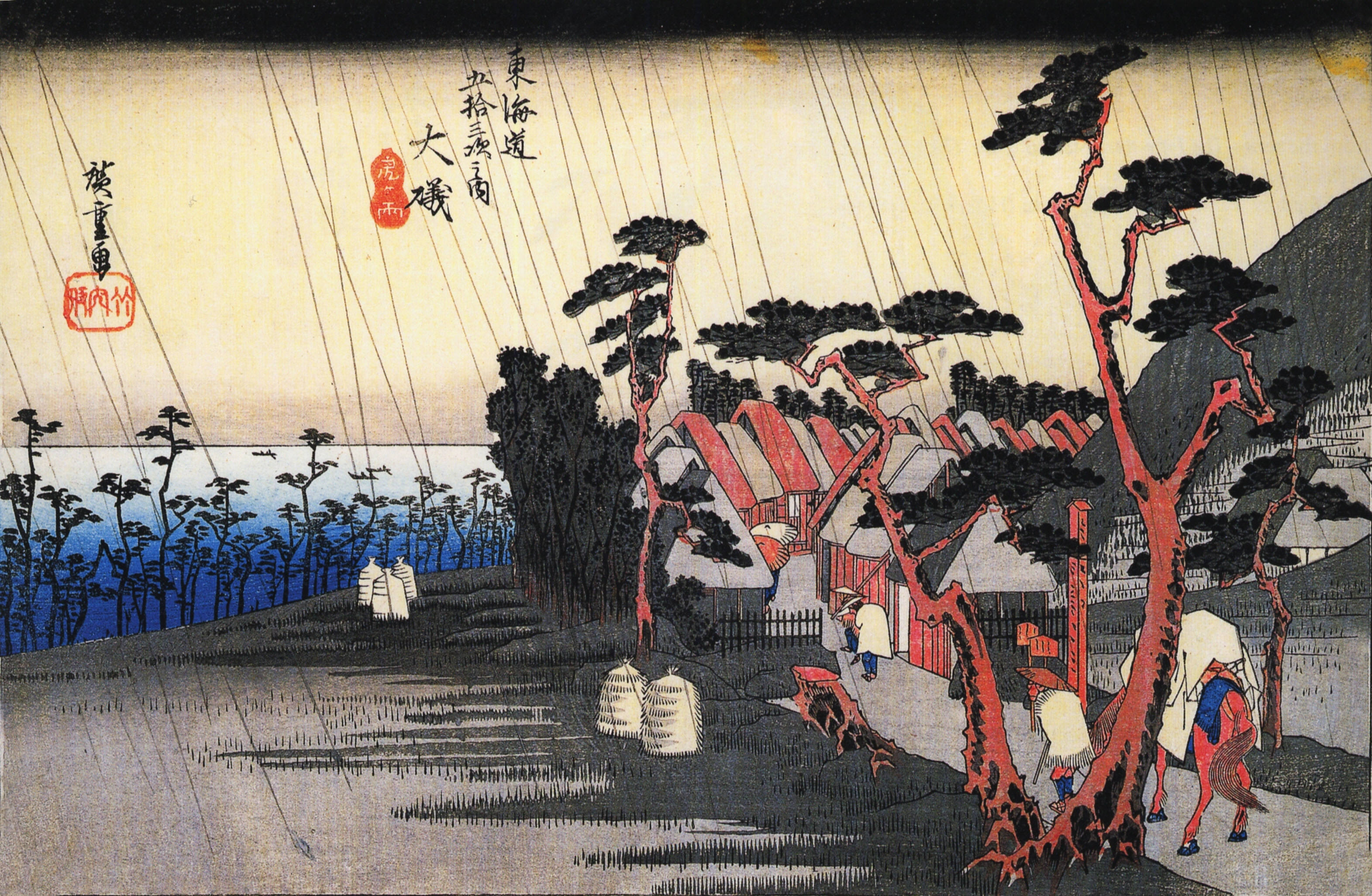
歌川広重「東海道五十三次・大礒」

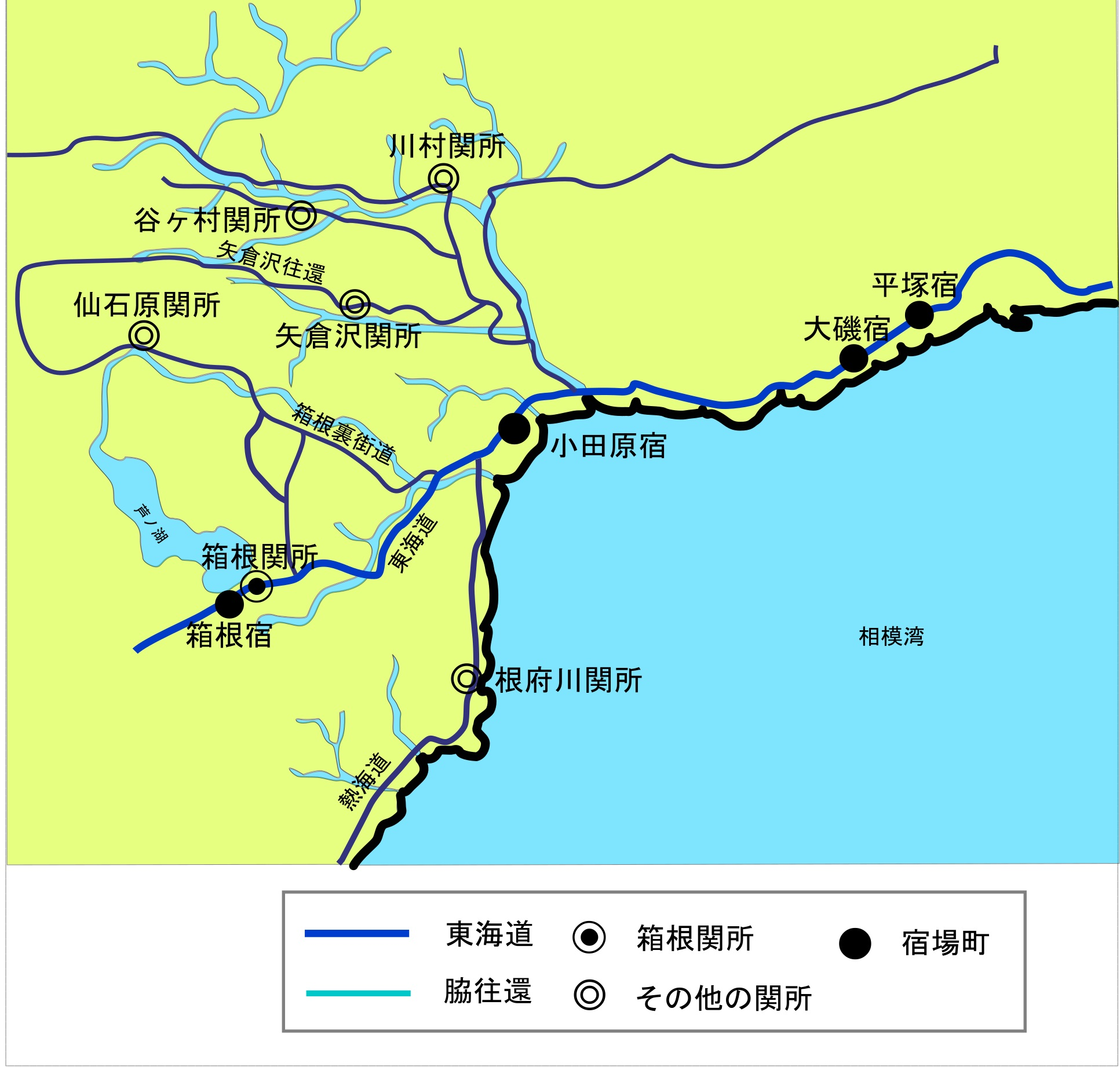
大磯宿と東海道

## 最寄り駅
- 東海道本線 大磯駅

## 旧跡・みどころ
- 延台寺
  - 虎御石 - 曾我兄弟の仇討ちの際に、工藤祐経の攻撃を受けた曾我時致の身代わりになったといわれている。
- 秋葉神社
- 小島本陣跡
- 地福寺
  - 島崎藤村墓所
- 尾上本陣跡
- 鴫立庵

大磯宿までの旧跡・みどころ
- 平塚の塚
- 松並木 - 読売新聞社選定の「新・日本街路樹100景」（1994年）のひとつ[1]。
- 善福寺
- 高来神社

## 隣の宿場
平塚宿 - 大磯 - 小田原宿